# 中芝正幸
中芝 正幸（なかしば まさゆき、1943年〈昭和18年〉6月20日 - ）は、日本の政治家。岩出町議（1期）を経て、岩出町長・（3期）、岩出市長（5期）を務める。

## 経歴
1943年6月20日、和歌山県那賀郡岩出町（現岩出市）船戸に生まれる。関西学院大学商学部卒業。水間鉄道常務を経て、1993年に岩出町議会議員に初当選した。1996年7月3日付で、町議を辞職した。同月6日に岩出町長選挙への立候補を正式に表明した。同年9月22日、自民党の推薦を得て立候補し、新進党・公明推薦の現職を破って、初当選した。

### 2008年岩出市長選挙
2008年9月28日に市制施行後初の岩出市長選挙が行われ、前岩出市議会議員の新人と、共産党公認の新人を破って通算4選を果たした。
※当日有権者数：39,236人 最終投票率：46.98%（前回比：-pts）
| 候補者名 | 年齢 | 所属党派   | 新旧別 | 得票数   | 得票率 | 推薦・支持                                 |
| -------- | ---- | ---------- | ------ | -------- | ------ | ------------------------------------------ |
| 中芝正幸 | 65   | 無所属     | 現     | 10,175票 | 56.1%  | 自由民主党・民主党・公明党・社会民主党推薦 |
| 土岐健二 | 57   | 無所属     | 新     | 5,722票  | 31.6%  | -                                          |
| 下村雅洋 | 53   | 日本共産党 | 新     | 2,238票  | 12.3%  | -                                          |

### 2012年岩出市長選挙
2012年9月30日、元岩出市議会議員の新人を破って通算5選を果たした。
※当日有権者数：41,321人 最終投票率：35.04%（前回比：-11.94pts）
| 候補者名 | 年齢 | 所属党派 | 新旧別 | 得票数  | 得票率 | 推薦・支持                                 |
| -------- | ---- | -------- | ------ | ------- | ------ | ------------------------------------------ |
| 中芝正幸 | 69   | 無所属   | 現     | 9,060票 | 64.7%  | 民主党・自由民主党・公明党・社会民主党推薦 |
| 尾和弘一 | 65   | 無所属   | 新     | 4,946票 | 35.3%  | -                                          |

### 2016年岩出市長選挙
2016年10月2日、前回破った新人を再び破って通算6選を果たした。
※当日有権者数：43,142人 最終投票率：36.41%（前回比：+1.37pts）
| 候補者名 | 年齢 | 所属党派 | 新旧別 | 得票数   | 得票率 | 推薦・支持                                 |
| -------- | ---- | -------- | ------ | -------- | ------ | ------------------------------------------ |
| 中芝正幸 | 73   | 無所属   | 現     | 10,116票 | 66.1%  | 自由民主党・民進党・公明党・社会民主党推薦 |
| 尾和弘一 | 69   | 無所属   | 新     | 5,192票  | 33.9%  | -                                          |

2020年9月27日、無投票で通算7選を果たした。2024年9月22日、無投票で通算8選。